# 3330 Gantrisch
3330 Gantrisch (1985 RU1) là một tiểu hành tinh vành đai chính được phát hiện ngày 12 tháng 9 năm 1985 bởi Schildknecht, T. ở Zimmerwald.